# Servaville-Salmonville
Servaville-Salmonville är en kommun i departementet Seine-Maritime i regionen Normandie i norra Frankrike. Kommunen ligger i kantonen Darnétal som tillhör arrondissementet Rouen. År 2022 hade Servaville-Salmonville 1 118 invånare.

## Befolkningsutveckling
Antalet invånare i kommunen Servaville-Salmonville
| Referens: INSEE |